# Рыдзевский, Георгий Николаевич
Георгий (Георгий-Эдуард-Андрей) Николаевич Рыдзевский (1837—1885) — генерал-майор, командир 2-й бригады 21-й пехотной дивизии

## Биография
Происходил из дворян Смоленской губернии, родился 8 ноября 1837 года, сын генерал-лейтенанта Н. А. Рыдзевского.
Военную службу начал, поступив 28 сентября 1853 г. кондуктором в Николаевское инженерное училище, по окончании которого был произведён в портупей-юнкера 9 января 1857 г.) и 6 июня 1857 г. — в прапорщики; был оставлен при Академии для продолжения курса наук.
22 июня 1859 г. Рыдзевский был переведён прапорщиком в лейб-гвардии Сапёрный батальон, 30 августа 1859 г., в чине подпоручика, командирован в Офицерскую стрелковую школу, которую окончил 21 августа 1862 г., а 30 августа 1863 г. произведён был в штабс-капитаны и назначен в лейб-гвардии Сапёрном батальоне командиром роты Его Величества.
С 1865 по 1872 г. Рыдзевский получил несколько орденов, в том числе св. Владимира 4-й степени (14 ноября 1871 г.), 16 апреля 1867 г. произведён в полковники, а в следующем году, 6 апреля, назначен командиром 1-го Кавказского сапёрного Великого Князя Николая Николаевича Старшего батальона Кавказской Сапёрной бригады. Через четыре года (22 июня 1872 г.) ему поручено было командование 14-м гренадерским Грузинским Великого Князя Константина Николаевича полком Кавказской гренадерской дивизии, с которым он и принимал участие в русско-турецкой войне 1877—78 гг.
Первым боевым подвигом Рыдзевского было отражение 3 июня 1877 г. вылазки Карсского гарнизона у селений Аравартан и Чифтлик, затем, 10 сентября, за бой под Зивином 13 июня, он был награждён орденом св. Георгия 4-й степени и произведён в генерал-майоры, с назначением командиром 2-й бригады 40-й пехотной дивизии. Участвовал в Авлияр-Аладжинском сражении 3 октября 1877 г.
При штурме Карса Рыдзевский командовал седьмой колонной, состоявшей из двух батальонов Гурийского и Абхазского полков при 24 орудиях. Задачей его было, по диспозиции, выступив у селения Мицри, занять позицию перед фронтом укреплений Араба и Карадача и демонстрировать против них ружейным и артиллерийским огнём, угрожая решительным наступлением. Задачу эту он и выполнил 5 ноября блестяще, причём, как было сказано в реляции, под его личным начальством взят был форт Араб (впоследствии названный его фамилией). За штурм Карса Рыдзевский награждён был орденом св. Георгия 3-й степени (10-го декабря 1877 г.)
При взятии штурмом крепости Карса, в ночь с 5 на 6 Ноября 1877 года, лично вел войска, направленные на укрепление Араб и взял его штурмом.
Затем до 1880 г. Рыдзевский получил целый ряд наград: 12 февраля 1878 г. — золотую шпагу с надписью «За храбрость» за дела 20, 21 и 22 сентября на Аладжинских высотах и у горных хребтов Большие и Малые Ягны, 13 мая 1878 г. — прусский орден Короны со звездой, пожалованный ему германским императором, 20 сентября 1878 г. — св. Станислава 1-й степени с мечами за поражение турок на Аладжинских высотах, 7 сентября 1878 г. — серебряную медаль на Андреевско-Георгиевской ленте в память русско-турецкой войны 1877—1878 гг. и медаль, пожалованную князем Николаем Черногорским, наконец, 19 июня 1879 г. — св. Анны 1-й степени с мечами за отличие при блокаде Эрзерума.
2-й бригадой 40-й пехотной дивизии Рыдзевский командовал недолго: 6 мая 1878 г. он был назначен командиром 2-й бригады 41-й пехотной дивизии, а 31-го декабря — 1-й бригады той же дивизии, затем (2 сентября 1882 г.) ему поручено было командование 2-й бригадой Кавказской гренадерской дивизии и, наконец, 20 декабря 1884 г. — 2-й бригадой 21-й пехотной дивизии. 30 августа 1882 г. он был награждён орденом св. Владимира 2-й степени.
Рыдзевский застрелился 3 декабря 1885 г. в урочище Дешлагар, Дагестанской области. Причина самоубийства осталась невыясненной.
Его брат, Николай Николаевич, также был генерал-майором и занимал должность начальника Киевского арсенала.